# Bếp năng lượng Mặt Trời

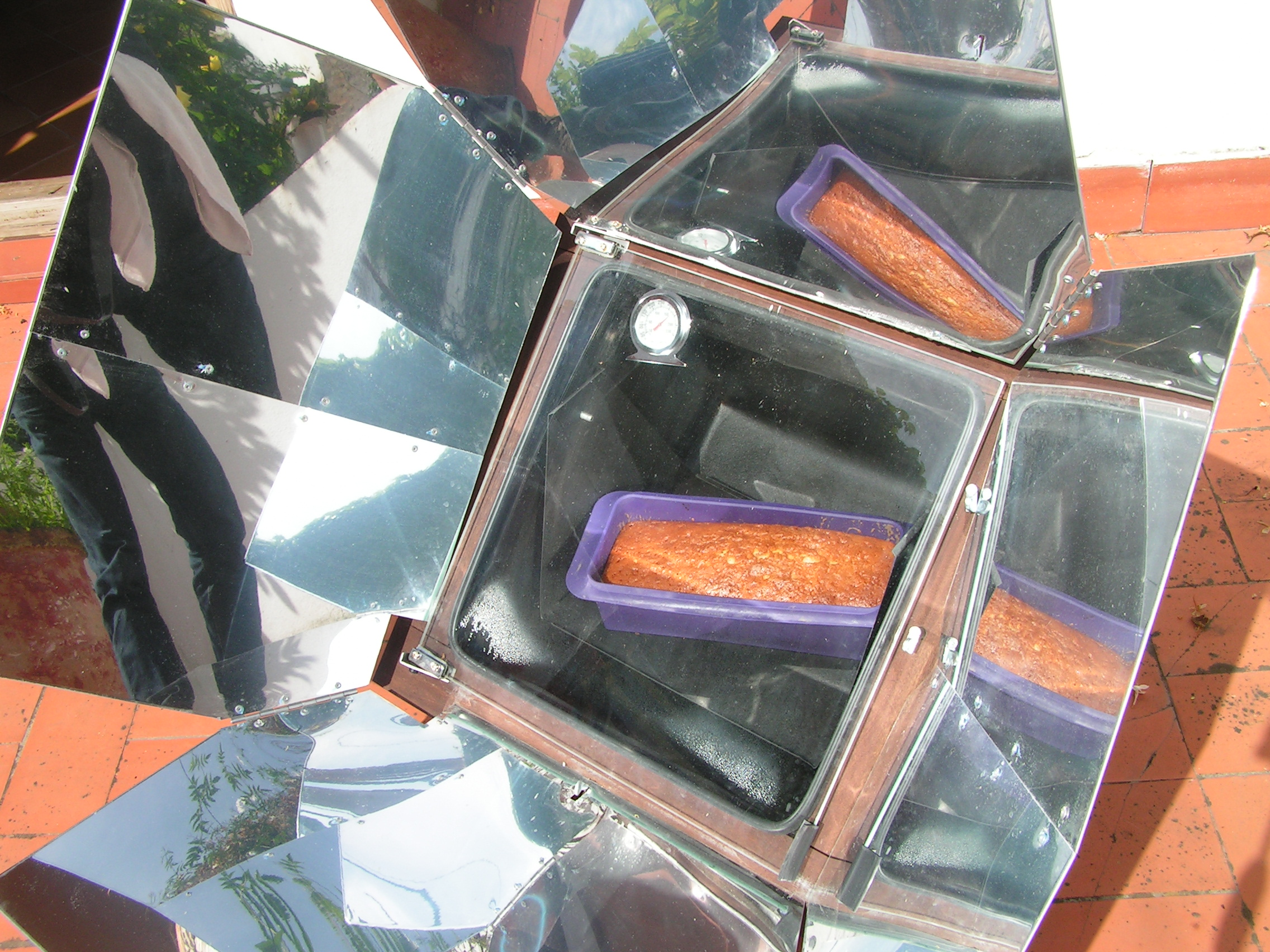
Solar oven

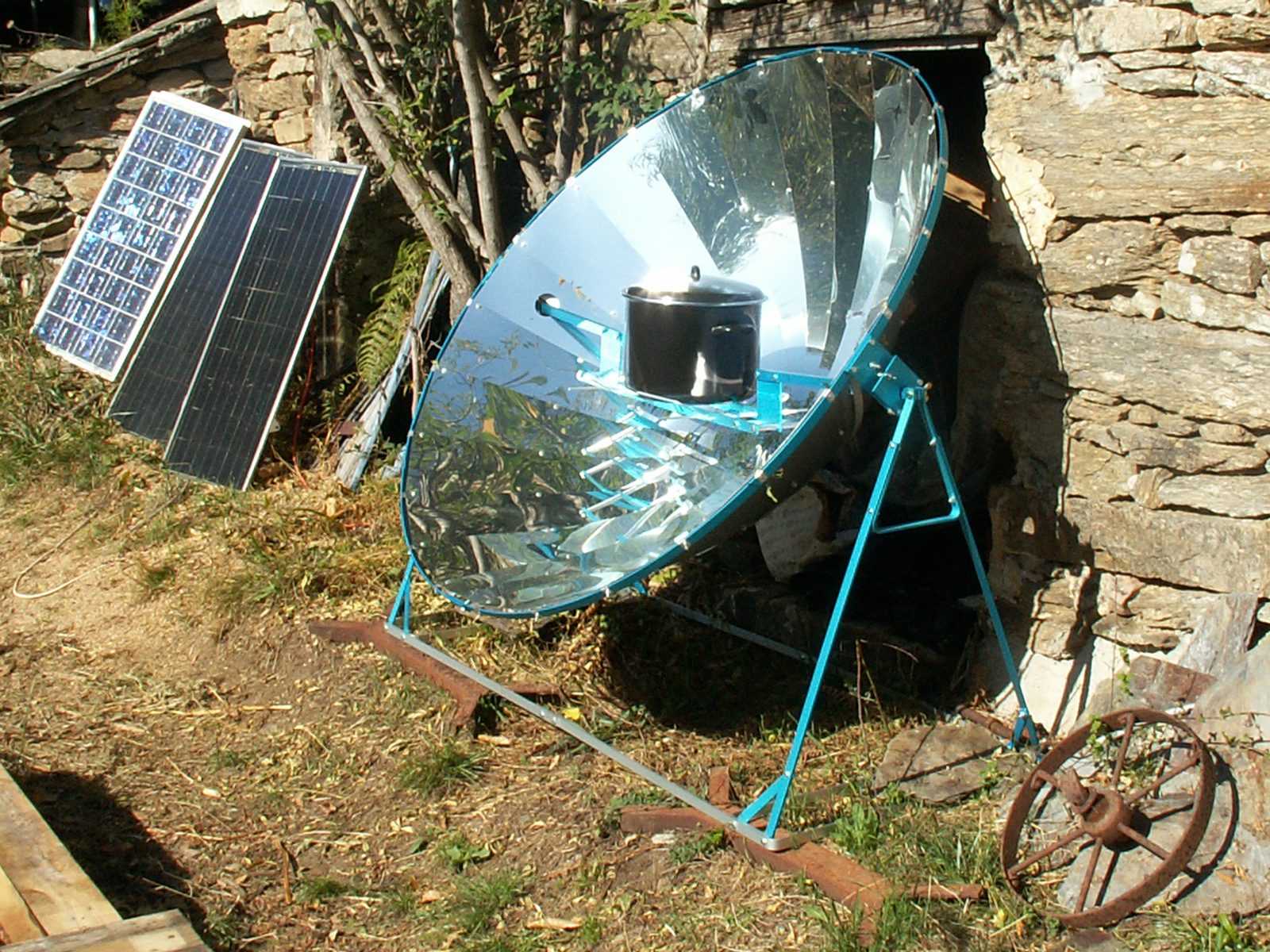
Parabolic Solar Cooker

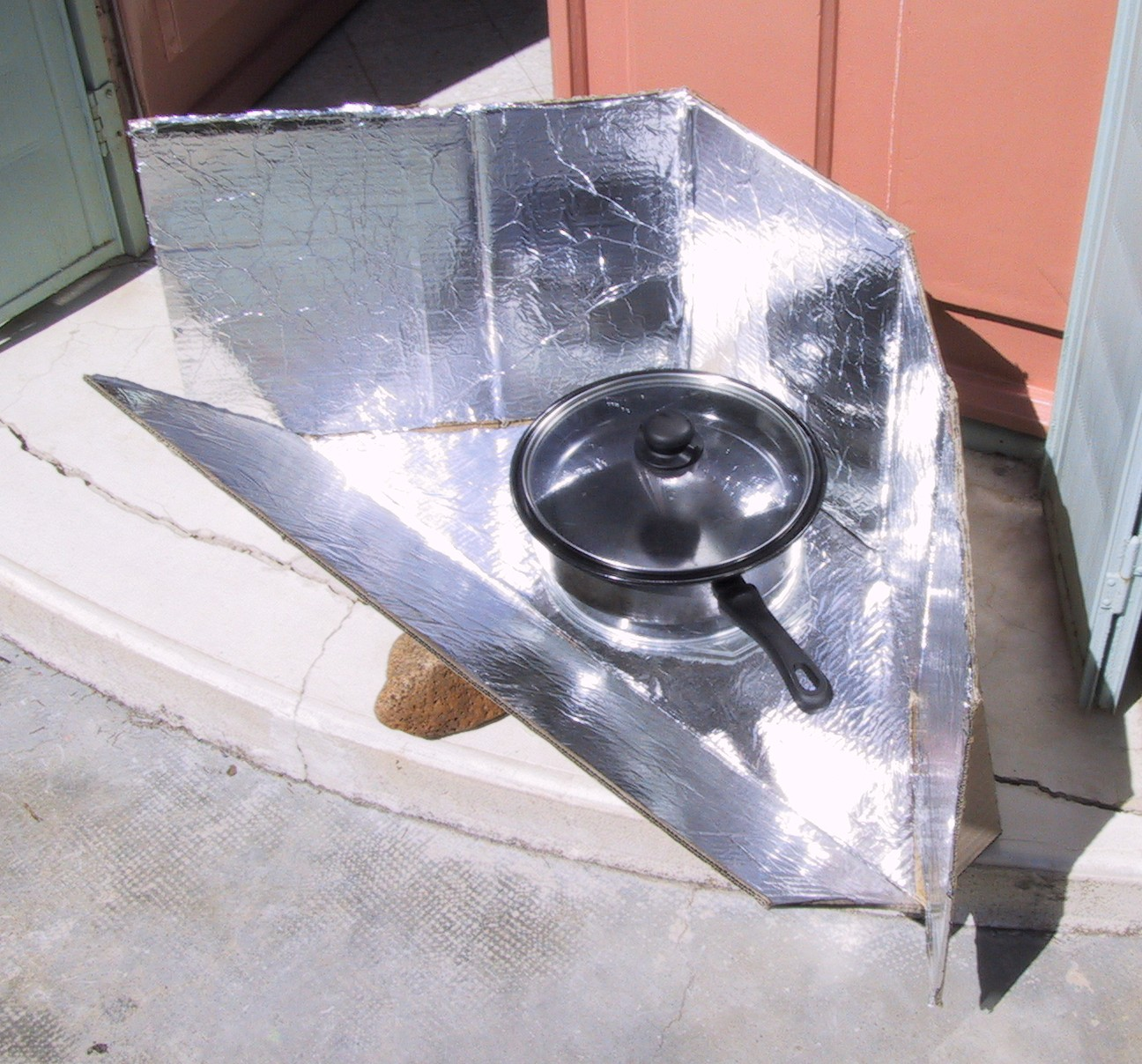
Một bếp năng lượng Mặt Trời đơn giản.

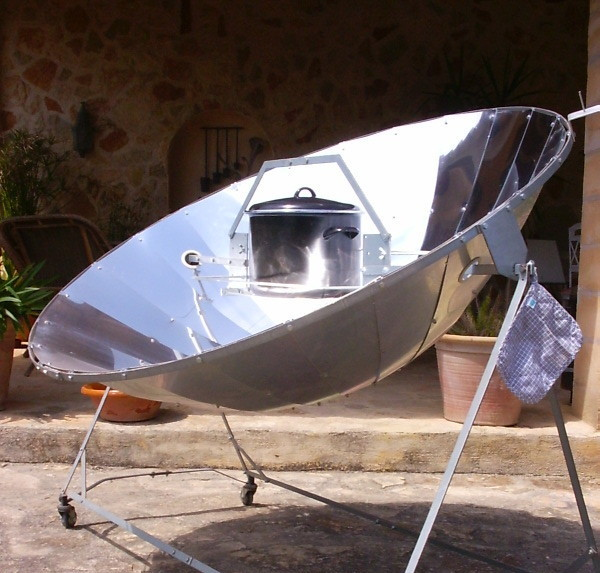
Một bếp năng lượng Mặt Trời dùng gương lõm.

Bếp năng lượng Mặt Trời là một thiết bị giữ các tia nắng và dùng năng lượng này để đun nấu các loại thực phẩm hoặc đun nước sôi.
Một trong các thiết kế là gồm một cái thau bằng nhôm, được cách ly tốt đặt trong một hộp gỗ. Một tấm kiếng đậy trên miệng thau có gắn với một tấm phản chiếu ở phía sau.
Các thiết kế dùng gương hay thấu kính Fresnel để hội tụ ánh nắng vào điểm cần đun nấu có thể được dùng. Các bếp này có thể đạt công suất vài trăm Watt và nhiệt độ tới 200°C.

## Lợi ích:
Bếp năng lượng Mặt Trời: đem lại nhiều lợi ích về môi sinh, kinh tế, và sức khỏe như sau:
- Dùng ánh nắng đun nấu thay củi, trấu, than, dầu lửa, hơi đốt,... giúp giữ được oxy và tránh thải ra thêm dioxide cacbon vào khí quyển. Bếp điện đôi khi cũng dùng điện sản xuất từ các nhà máy nhiệt điện đốt than đá hoặc dầu hỏa, do đó vẫn góp phần làm ô nhiễm khí quyển và làm Trái Đất nóng thêm.
- Nếu loại bếp này thay được đa số bếp củi, thì chặn được phần nào nạn phá rừng, và tiến trình sa mạc hóa ở nhiều vùng đất.
- Ánh nắng là nguồn sức nóng miễn phí. Có được một hay vài cái bếp năng lượng mặt trời trong nhà thì nhẹ được khoản chi tiêu dành để mua nhiên liệu, để trả tiền điện, hoặc thời gian đi kiếm củi hàng ngày.
- Các tổ chức hoạt động từ thiện và các tổ chức bảo vệ môi sinh đang đẩy mạnh cố gắng trong năm 2008 để giới thiệu và chỉ dẫn cách làm, cách dùng bếp năng lượng mặt trời khắp nơi. Nhiều kiểu bếp chỉ cần mua vật liệu khoảng 2 đô la Mỹ là làm được. Một trong những kiểu không đắt tiền vẫn có thể dùng được đến 10 năm.[1] Các kiểu bếp này có thể nhanh chóng trở thành một nguồn công ăn việc làm quan trọng cho thủ công nghệ và tiểu công nghệ, nhất là tại các xứ nóng.
- Bếp năng lượng mặt trời: không thải ra khói, nên đỡ cay mắt và hại phổi. Tổ chức Y tế Thế giới cho biết đun bếp bằng củi cho hai bữa ăn hàng ngày gây thiệt hại cho phổi tương đương như hút hai gói thuốc lá.
- Các kiểu bếp bằng thùng, hộp cac-tông không gây phỏng cho trẻ em sờ mó trong lúc đang đun. Các kiểu này, vì không có lửa ngọn, cũng khó phát cháy nếu bị quên trông chừng.

## Lịch sử:
Một trong những bếp năng lượng mặt trời xưa nhất được biết đến đã được chế tạo bởi nhà khoa học Thụy Sĩ Horace-Bénédict de Saussure năm 1767.
Năm 1945, đã có những bếp hình hộp được chế tạo tại Ấn Độ. Bếp dùng hiệu ứng nhà kính được đề xướng bởi giáo sư Roger Bernard ở Lyon (Pháp) năm 1976.

## Nguyên tắc:
Hiện nay đã có rất nhiều loại bếp năng lượng mặt trời. Tất cả các bếp này đều dựa trên đa số các nguyên tắc sau đây:
- Hội tụ ánh nắng: Các thiết kế dùng gương hoặc kim loại có độ phản chiếu cao (như giấy nhôm) để đưa ánh sáng và sức nóng mặt trời tập trung vào một vùng nhỏ hay có thể dùng gương cầu lõm để biến chùm sáng song song thành chùm sáng hội tụ cũng như hội tụ nhiệt của mặt trời tại một điểm trước gương.
- Chuyển ánh sáng thành sức nóng: Màu đen có tính chất hút nóng, nên người ta hay dùng màu đen bên trong các thiết kế.
- Chất liệu dẫn nhiệt tốt: Dùng các kim loại có đặc tính dẫn nhiệt nhanh thì bếp mau nóng, thức ăn mau chín hơn.
- Giữ nóng: Một tấm thủy tinh, một bao nylon trong suốt, hoặc một lớp chất dẻo trong suốt nào khác cũng đủ để cho ánh sáng vào trong. Một khi ánh sáng đã biến thành sức nóng rồi thì lớp thủy tinh hoặc chất dẻo không cho sức nóng thoát ra. Đó chính là hiệu ứng nhà kính nhằm giữ lại sức nóng trong bếp. Không khí bên trong càng được cách ly kỹ với không khí bên ngoài thì hiệu năng càng cao. Điều này khiến bếp có được nhiệt độ cao trong các ngày trời lạnh hoặc trời gió không kém các ngày trời trong, nắng nóng. Và cũng khiến cho bếp tiếp tục đun bình thường, đồ ăn vẫn chín nếu bếp đã nóng mà có mây kéo đến che trong hai ba mươi phút. Nhiều thiết kế với giá thành rẻ dùng tấm cac-tông bọc kim loại chẳng hạn để phản chiếu trở lại ánh sáng thoát ra từ bếp.

## Các kiểu bếp:
Các kiểu bếp được rao bán trên thị trường đã có nhiều, cũng như các kiểu bếp được chỉ dẫn cách làm trên Internet. Sự phân tích về các kiểu bếp này rất dễ mất đi độ chính xác vì nhiệt độ tối đa trong bếp có thể xê xích với độ kín hoặc với vật liệu thiết kế, v.v.... Do đó, khả năng, các ưu điểm và khuyết điểm của mỗi bếp có thể khác đi ít nhiều so với tài liệu công bố của kiểu bếp. Người dùng cũng có thể thay đổi độ kín, góc hướng về mặt trời, v.v... để chỉnh sức nóng khi dùng. 

### Bếp hình hộp:
Bếp hình hộp có thể đưa nhiệt độ lên đến 150 °C (300 °F). Vật liệu cách nhiệt bên trong do đó cần phải chịu nổi nhiệt độ này mà không chảy hoặc xì hơi. Nhiều vật liệu rẻ tiền có thể thỏa mãn nhu cầu này: giấy báo vò, len, giẻ rách, cỏ khô, bìa cứng, v.v... Phần lớn hơi nóng bốc lên phía trên, nơi có che bằng thủy tinh hoặc chất dẻo nên chỉ cần để chút ít vật cách nhiệt bốn bên thành bếp là đủ. Bên trong hộp cần có nồi, bình hoặc mâm bằng kim loại dẫn nhiệt để đun. Đáy nồi, bình, mâm nên màu đen. Có thể dùng sơn đen (loại sơn không độc khi nhiệt độ tăng cao) hoặc phết lọ nồi, lọ chảo cũng được.
Bếp này rất tiện để nấu cơm, rau cải, hầm thịt, hầm cá.
Chỉ dẫn cách làm: 
- http://www.pathtofreedom.com/pathproject/offthegrid/solaroven.shtml Lưu trữ ngày 16 tháng 6 năm 2008 tại Wayback Machine
- http://video.google.com/videoplay?docid=7629834796636900144&q=cooker+solar&ei=OzpVSIzIL5Sw2QLCjK30Dg&hl=en%5B%5D

#### Ưu điểm:
- Có thể làm bằng vật liệu rẻ tiền
- Không thể cháy khét
- Người sử dụng bếp có thể ở trong mát.

#### Khuyết điểm:
- Nhiệt độ 150 °C (300 °F) thấp hơn nhiệt độ của các bếp thường, nên phải đun lâu hơn. Một lít nước phải đun trong 1 giờ mới sôi.
- Tuy nhiên, vì độ sôi của nước là 100 °C (212 °F), nên cần lưu ý với các thức ăn có hơi ẩm, không nên để lâu quá.
- Không được mở trong khi đun nấu, vì hơi nóng sẽ thoát ra ngoài. Do đó không thể xào, trở, xâm khi dùng bếp này.
- Khi mở nắp phải cẩn thận vì có thể bị phỏng tay.
- Cứ mỗi nửa giờ (không cần chính xác 30 phút) phải xoay hướng.
- Tại châu Âu, không thể dùng được từ cuối tháng 10 đến giữa tháng 2 dương lịch.
- Nặng khoảng 15 kg, và không chịu được mưa. Nếu để ngoài trời khi có mưa phải bưng gấp vào nhà.

### Bếp làm bằng hộp pizza:
Nhiệt độ trong bếp này có thể lên đến 135 °C (275 °F). Vật liệu để làm đại khái gồm một hộp cac-tông đựng bánh pizza (hình vuông cạnh khoảng 30 cm, cao 4 cm), giấy nhôm, băng keo, giấy báo, cây chống cỡ chiếc đũa. Bếp này cần làm nóng nửa giờ trước khi dùng.
Chỉ dẫn cách làm: 
- http://www.solarnow.org/pizzabx.htm Lưu trữ ngày 1 tháng 5 năm 2008 tại Wayback Machine
- http://video.google.com/videosearch?hl=en&q=cooker%20solar&um=1&ie=UTF-8&sa=N&tab=wv#%5B%5D

### Bếp pa-nô:
Bếp pa-nô là sáng kiến của giáo sư Roger Bernard. Bếp này dùng vài mảnh pa-nô phản chiếu ánh nắng vào một cái nồi, được bọc trong bao nylon trong suốt. Một kiểu thông dụng là bếp CooKit, do Solar Cookers International đế xướng. Bếp này có thể xếp nhỏ bỏ vào bọc rất gọn, khi mở ra đo được cỡ 3 bộ bề ngang, 4 bộ bề dài (1m ngang, 1m30 dài). Chỉ cần khoảng 5 đô la Mỹ, theo giá sỉ, là có thể mua đủ vật liệu làm được một bếp như thế này. Hoặc cũng có thể làm từ vật liệu miễn phí như thùng cac-tông cũ.
Bếp CooKit dễ dàng đạt đến nhiệt độ để đun sôi nước hoặc nấu chín cơm. Một ngày nắng ráo, một bếp CooKit có thể nấu cơm, thịt, rau cải cung cấp cho một gia đình 3 hoặc bốn con. Gia đình đông hơn cần có thêm bếp. Một cách nấu mau chín là chêm cây dưới nồi cho có không khí luân lưu bên dưới.
Các bao chất dẻo tốt có thể dùng đi dùng lại được hơn 1 tháng. Nhưng bất cứ bao bằng chất dẻo nào cũng được, miễn là có chêm gỗ hoặc căng dây để tránh bao chạm vào nồi làm chất dẻo bị nóng chảy và dính vào thành nồi. Những ngày nắng gắt và đứng gió không cần dùng bao vì hơi nóng không thoát đi xa.
Biểu diễn cách dùng:
- http://video.google.com/videosearch?hl=en&q=cooker%20solar&um=1&ie=UTF-8&sa=N&tab=wv#%5B%5D

### Bếp dùng hai lớp nồi:
.

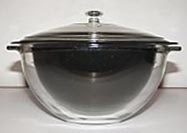
Bếp HotPot gồm một nồi trong suốt, lồng bên ngoài một nồi màu đậm, cả hai có chung nắp trong suốt

Kiểu bếp HotPot được chế tạo mới đây do tổ chức người Mỹ Solar Household Energy, Inc.. Thiết bị này gồm hai lớp nồi, nồi phía trong màu đậm để hút sức nóng mặt trời, lớp vỏ ngoài để cho nắng rọi vào và giữ lại sức nóng không cho thoát đi. Đáy nồi phía trong bầu, nên nắng cũng soi vào được. Nắp nồi trong, người ta có thể quan sát thức ăn trong khi nấu.

### Bếp parabol:
Bếp parabol khó làm, nhưng đạt đến nhiệt độ cao rất nhanh, có thể đến 380 °C (716 °F). Bếp parabol cũng cần chỉnh thường xuyên theo góc độ mặt trời và cần canh chừng để được an toàn. Đã có vài trăm ngàn bếp parabol được sử dụng, nhiều nhất là tại Trung Quốc. Các bếp này đặc biệt hữu dụng cho nấu ăn tập thể trong các cơ quan.
Một bếp parabol có đường kính 1 mét có thể nấu cho 8 đến 10 người ăn.

#### Ưu điểm:
- Nóng nhanh. Một lít nước có thể sôi sau nửa giờ. Có thể dùng để chiên, xào thịt.
- Dùng được quanh năm tại châu Âu.
- Chịu được mưa.
- Chỉ nặng khoảng 9 kg.

#### Khuyết điểm:
- Khó làm tại nhà, vì cần vật liệu đặc biệt và mức chính xác cao.
- Giá cao, từ 200 euro trở lên ở Pháp vào năm 2008.
- Thức ăn có thể cháy khét.
- Dễ gây bỏng.
- Dễ chói mắt và hại mắt, cần có kính bảo vệ mắt.
- Người sử dụng bếp phải đứng ngoài nắng.
- Mỗi 15 phút phải chỉnh lại hướng.

### Bếp hỗn hợp:
Bếp hỗn hợp dùng năng lượng mặt trời khi có nắng và dùng năng lượng khác lúc có mây che lâu, mưa lâu, hoặc ban đêm. Năng lượng khác có thể là điện, khí đốt hoặc ngay cả củi. Loại bếp này cho phép người ta dùng lại một số bộ phận đã vất đi của các kiểu bếp "xưa", nên cũng góp phần bảo vệ môi sinh.

## Những ví dụ:

### Việt Nam:
Việt Nam là nước giàu nguồn năng lượng mặt trời. Hằng năm các vùng ở phía Bắc Việt Nam có khoảng 1400-2000 giờ nắng và các vùng miền Trung và một số vùng miền Nam có từ 2000-3000 giờ nắng. Nhưng rất ít người biết tận dụng điều kiện thuận lợi của năng lượng mặt trời vào sử dụng trong việc đun nấu hằng ngày.
Chỉ một điều cơ bản thiết yếu của bếp năng lượng mặt trời là bảo vệ sự sống, tiết kiệm tiền bạc, thời gian và bảo vệ môi trường sinh thái.
Kể từ năm 2000 một số bếp đun nấu bằng năng lượng mặt trời rất đơn giản đã được giới thiệu bởi tổ chức phục vụ năng lượng mặt trời (Solar Serve) tại một vài huyện trong tỉnh Quảng Nam. Hiện nay có đến hơn 1500 hộ gia đình đã được cung cấp bếp và hầu hết có khoảng 79% số bếp đó được sử dụng thường xuyên. Người dân đã có thể tiết kiệm được tiền bạc, thời gian và ngay cả cải thiện tốt về sức khoẻ của ho.

### Ấn Độ:
Tại Auroville, Ấn Độ, bếp mặt trời hình chén dùng một chén lớn hình cầu, bất động, để phản chiếu ánh nắng. Ánh nắng phản chiếu được hội tụ vào một đường thẳng góc với bề mặt của chén. Một hệ thống kiểm soát bằng máy tính di chuyển bộ phận tiếp nhận đến đúng vị trí hội tụ. Hơi nước được phát ra ở nhiệt độ lên đến 150 °C, và được chuyển vào nhà bếp để đun nấu 2000 bữa ăn mỗi ngày.
Làng Bysanivaripalle, một ngôi làng sản xuất tơ lụa, nằm cách thành phố Tirupati, bang Andhra Pradesh 125 km về phía tây bắc, là ngôi làng đầu tiên dùng toàn bếp năng lượng mặt trời. Người ta dùng các bếp parabol kiểu "Sk-14" do Intersol, một tổ chức phi chính phủ người Úc biếu tặng năm 2004.

### Bolivia:
Hội Bolivia Inti-Sud Soleil của người Pháp quảng bá tại châu Mỹ la tinh, và nhất là ở Bolivia, cách chế tạo các bếp năng lượng mặt trời. Hội đến gặp các phụ nữ và trẻ em vốn đi kiếm củi hàng ngày, chỉ dẫn và giúp đỡ phương tiện cho họ thực hiện các bếp này.

### Châu Phi:
Hội Atouts Soleil lập các dự án giúp các nước ở châu Phi. Bếp của hội Atouts Soleil có thể dùng để nướng thịt, và cho phép trở thịt trong khi nướng.
Ông Michael Hönes người Đức đã giúp nhiều nhóm phụ nữ xứ Lesotho làm lò nướng bánh bằng bếp năng lượng mặt trời.

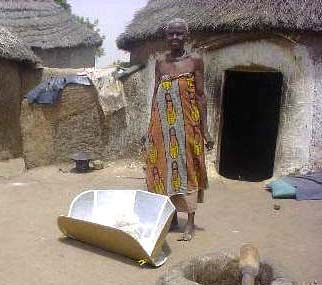
Ở Ghana, một phụ nữ làng Zouzugu đang dùng bếp năng lượng mặt trời đun sôi nước để phòng bệnh dracunculiasis và nhiều chứng bệnh khác.

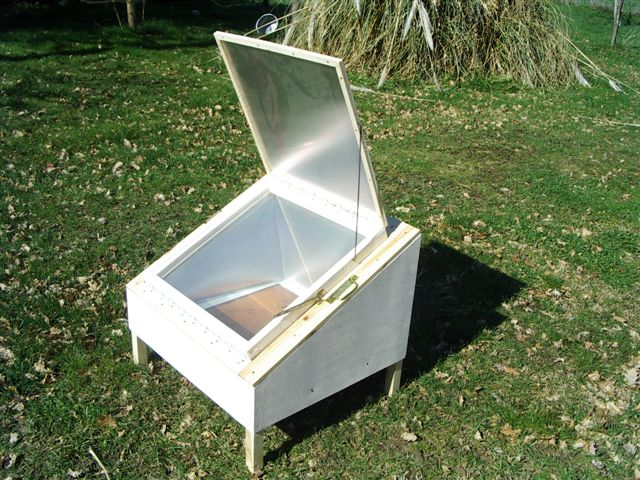
Bếp thí nghiệm tại Pays Dogon xứ Mali, do hội Afrikained - 82 Montauban (Pháp) thực hiện.

Giấy bìa cứng, giấy nhôm và bao chất dẻo cho hơn 10.000 bếp đã được biếu cho trại tị nạn Iridimi và trại tị nạn Touloum ở Chad do các cố gắng chung của hội Jewish World Watch, hội KoZon người Hà Lan, và Solar Cookers International. Những người tị nạn tự làm lấy bếp từ vật liệu biếu tặng, cộng thêm với nhựa cây keo Ả Rập (Arabic gum) mua trong vùng.

### Pháp:

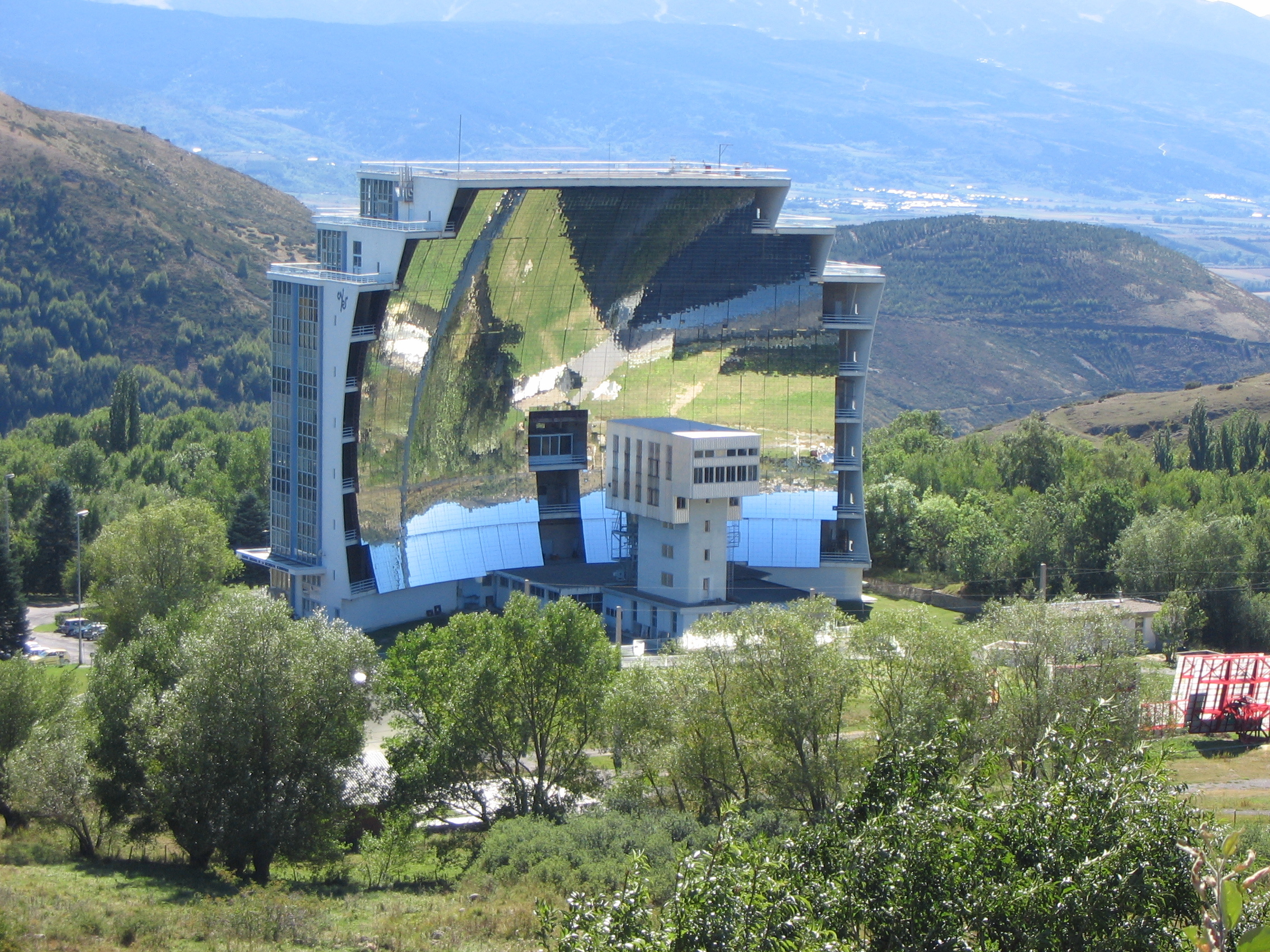
Bếp lớn có công suất 1 000 kW ở Odeillo

Bếp năng lượng mặt trời lớn nhất thế giới hiện ở Odeillo, miền nam nước Pháp. Bếp đạt đến nhiệt độ hơn 3000 °C, do Trung tâm Ngiên Cứu Khoa Học Quốc gia (Centre national de la recherche scientifique - CNRS) thiết lập.